# بنت بديعة (فلم)
بنت بديعة فيلم دراما موسيقي استعراضي مصري لعام 1972، من إخراج حسن الإمام  الذي كتب القصة أيضاً وسيناريو وحوار محمد عثمان. الفيلم من بطولة سميره احمد وعزت العلايلى وحسين فهمي وتدور الأحداث حول الأم الثرية التي تقوم بحرمان ولدها من الميراث بسبب زواجه من فتاة فقيرة، ويضطر الابن للعمل، وتسوقه الحاجة إلى الإختلاس فيقبض عليه، وتجد الزوجة نفسها في شِدة الاحتياج.
صدر الفيلم إلى دور العرض المصرية في 28 فبراير 1972.
منح موقع قاعدة بيانات الأفلام العربية «السينما.كوم» الفيلم درجة 5.3/ 10.
منح موقع قاعدة بيانات الأفلام على الإنترنت (IMDB) الفيلم درجة 5.6/ 10.

## طاقم التمثيل
سميرة أحمد: في دور بديعة
عزت العلايلي: في دور أحمد
حسين فهمي: في دور كمال
بالاشتراك مع: سهير الباروني – لبلبة – ناهد جبر – عزيزة حلمي – نبيلة السيد – أسامة عباس - فتحية شاهين – نبيل الهجرسي – ممتاز أباظة – آمال شريف – كوثر شفيق – أشرف السلحدار – كمال الزيني – عليه أبو شادي – صلاح الإسكندراني – عبد المنعم عبد الرحمن – محمد رفعت – نادية صبري – إبراهيم صبح – نعمات السيد – محمد سليمان – حمدي مرسي.

## ملخص أحداث الفيلم
تقع الفتاة الفقيرة «بديعة» في حب شاب من أسرة ثرية، وتنجب منه ابنة. ترفض عائلته الشاب زواجه من حبيبته وأم أبنته وترفض أيضاً رعايتهم وتقوم بطرد الشاب وحبيبته. تسير بديعة بلا هدى فيقابلها شباب منحرف يحاولون الاعتداء عليها ويخطفون إبنتها منها. تنهار بديعة وتحاول أن تعمل عملًا شريفًا ولكنها لا تجد إلا أن تعمل في الكباريهات كراقصة.

## إنتاج الفيلم
تسبب هذا الفيلم في أن يرفع المخرج حسام الدين مصطفى قضية ضد الفنانة سميرة أحمد، لأنها قامت فيه بدور راقصة في الكباريهات بعد فيلم «الشيماء» الذي أخرجه لها، وكانت قد تعاقدت معه على ألا تقوم ببطولة أي فيلم لمدة سنتين إحتراما لشخصية الشيماء أخت الرسول في الرضاعة، ولكنها لم تلتزم بهذا الاتفاق، واختارت هذا الدور، فكان هذا الفيلم ضعيف المستوى، يدافع فيه حسن الإمام عن الراقصات، وكان دورًا غريبًا على سميرة أحمد حيث لم تقوم من قبل هذا الفيلم بدور راقصة.
تسبب الفيلم أيضاً في طلاق الفنانة «لبلبة» من زوجها الفنان «حسن يوسف» لاحتواء السيناريو على قبلة بينها وبين أحد أبطال الفيلم (حسين فهمي) أضافها مخرج الفيلم «حسن الإمام»، حيث أنها قامت بإبلاغ زوجها يومئذ بذلك فخيرها بين الرفض أو الطلاق.

## روابط خارجية
- بنت بديعة على موقع IMDb (الإنجليزية)
- بنت بديعة على موقع الدهليز
- بنت بديعة على موقع قاعدة بيانات الأفلام العربية